# Pietro Duodo

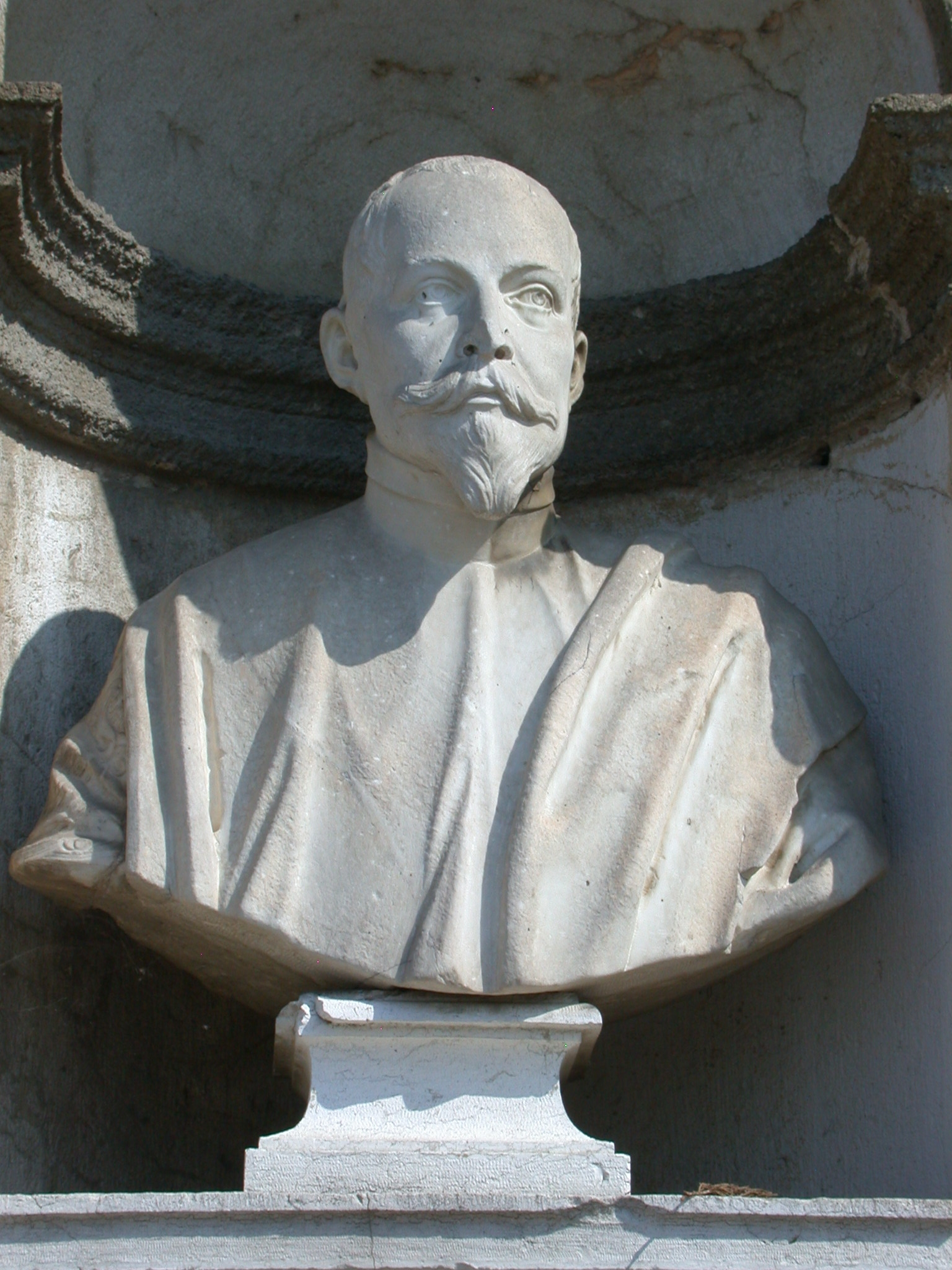
Pietro Duodo

Pietro Duodo – poseł wenecki do króla polskiego Zygmunta II.
Napisał pamiętnik o Polsce: „Zdanie sprawy JW. Pietro Duodo przed senatem weneckim, za powrotem jego z poselstwa do Najjaśniejszego Króla JMCI Polskiego w roku 1592”. Mówi o tym Niemcewicz w dziele „Zbiór pamiętników”.